# Ring Ring (album ABBA)
Ring Ring è il primo album dal gruppo svedese ABBA, pubblicato nel 1973. Per quanto l'artwork della versione rimasterizzata attribuisca al gruppo il nome ABBA, in realtà Ring Ring non era firmato ancora con l'acronimo, ma era pubblicato a nome "Bjorn, Benny, Agnetha & Frida". Sia nel 1997 che nel 2001 l'album è stato rimasterizzato dalla Universal Records.

## Tracce
1. Ring Ring – 3:06 (Stig Anderson, Andersson, Phil Cody, Neil Sedaka, Ulvaeus)
2. Another Town, Another Train – 3:13 (Andersson, Ulvaeus)
3. Disillusion – 3:07 (Fältskog, Ulvaeus)
4. People Need Love – 2:46 (Andersson, Ulvaeus)
5. I Saw It in the Mirror – 2:34 (Andersson, Ulvaeus)
6. Nina, Pretty Ballerina – 2:53 (Andersson, Ulvaeus)
7. Love Isn't Easy (But Is Sure Is Hard Enough) – 2:55 (Andersson, Ulvaeus)
8. Me and Bobby and Bobby's Brother – 2:52 (Andersson, Ulvaeus)
9. He Is Your Brother – 3:19 (Andersson, Ulvaeus)
10. She's My Kind of Girl – 2:45 (Andersson, Ulvaeus)
11. I Am Just a Girl – 3:03 (Anderson, Andersson, Ulvaeus)
12. Rock'n'Roll Band – 3:11 (Andersson, Ulvaeus)
13. Merry-Go-Round (*) – 3:26 (Anderson, Andersson, Ulvaeus)
14. Santa Rosa (*) – 3:01 (Andersson, Ulvaeus)
15. Ring Ring (Bara du slog en Signal) (*) – 3:10 (Anderson, Andersson, Cody, Sedaka, Ulvaeus)

(*): bonus track aggiunte nella ristampa dell'album.
(2): incisa anche in tedesco con il titolo Wer im Wartesaal der Liebe steht.
(15): versione in svedese di Ring Ring.

## Classifiche
| Paese         | Posizione |
| ------------- | --------- |
| Australia     | 10        |
| Norvegia      | 2         |
| Nuova Zelanda | 32        |
| Svezia        | 2         |

## Formazione

### Gruppo
- Benny Andersson – voce, pianoforte, tastiere, Mellotron
- Agnetha Fältskog – voce
- Anni-Frid Lyngstad – voce
- Björn Ulvaeus – voce, chitarra acustica

### Altri musicisti
- Mike Watson – basso
- Ola Brunkert – batteria
- Roger Palm – batteria
- Mike Watson – basso
- Janne Schaffer – chitarre